# Elmer Citro

Elmer Citro mit Blick auf die Glarner Alpen

Elmer Citro ist eine Schweizer Limonade mit Zitronenaroma. Es basiert auf dem praktisch nitratfreien Mineralwasser aus der 1200 m ü. M. hoch gelegenen Mineralquelle St. Martin bei Elm, Kanton Glarus. Kreiert wurde es 1927 von Oskar Schärli, dem Besitzer des damaligen Kurhauses in Elm. Weder Name noch Rezeptur wurden seither verändert.

## Rezeptur
Die Zutaten von Elmer Citro sind Mineralwasser, Schweizer Zucker, Kohlensäure, Säuerungsmittel Zitronensäure und natürliches Zitronenaroma. Das Produkt ist mit dem Culinarium Label ausgezeichnet, das als nationales Gütesiegel für zertifizierte Regionalprodukte gilt.
| Nährwerte (100 ml enthalten)     | Nährwerte (100 ml enthalten) |
| -------------------------------- | ---------------------------- |
| Energie                          | 142 kJ / 33 kcal             |
| Fett davon gesättigte Fettsäuren | < 0,5 g 0 g                  |
| Kohlenhydrate davon Zucker       | 8,4 g 8,4 g                  |
| Eiweiss                          | <0,5 g                       |
| Salz                             | 0 g                          |

| Mineralisation (in mg/l) | Mineralisation (in mg/l) |
| ------------------------ | ------------------------ |
| Natrium                  | 3 mg                     |
| Magnesium                | 8 mg                     |
| Calcium                  | 99 mg                    |
| Fluorid                  | <0.1 mg                  |
| Chlorid                  | <1 mg                    |
| Nitrat                   | 1 mg                     |
| Hydrogencarbonat         | 209 mg                   |
| Sulfat                   | 108 mg                   |
| Total                    | 429 mg/l                 |

## Geschichte
Ende des 19. Jahrhunderts wurde in Elm für die zunehmende Zahl der Bade- und Kurgäste aus dem ln- und Ausland ein Kurhaus eröffnet. 1925 begann dessen Besitzer Oskar Schärli, das Quellwasser unter dem Namen «Elmer Sprudel» in Flaschen abzufüllen und zu verkaufen. Der Kurhaus-Besitzer Oskar Schärli mischte das Elmer Quellwasser 1927 mit Zitronensirup aus rein natürlichen Aromen. Nach der Marken-Registrierung wurde 1929 das erste Abfüllgebäude errichtet. In den 1960er-Jahren wurde die Wahl der Elmer Girls lanciert. Es war eine der erfolgreichsten Werbekampagnen der Schweiz. Die Siegerin erhielt 5000 Franken, die ausschliesslich für die Ausbildung verwendet werden durften.
Die 1980er-Jahre brachten unternehmerische Veränderungen. Die Mineralquellen Elm AG wurde von der Feldschlösschen-Gruppe übernommen und in die Firma Unifontes integriert. Das ELMER Mineral wurde in «Fontessa» umbenannt. 1999 verkaufte Feldschlösschen die «Mineralquellen Elm AG» an die zur Fenaco-Gruppe gehörende Pomdor AG (heute Ramseier Suisse AG). Kurz danach wurde im Jahr 2002 Fontessa Elm wieder zu Elmer Mineral umbenannt. Anlässlich des 85-Jahre-Jubiläums wurde 2012 der Elmer Citro Quellenweg eröffnet.
2017 wurde der Betrieb Elm umgebaut und modernisiert. Auch die Flaschenform und das Etikettendesign wurden eigenständig und aufgewertet. Möchte man den Betrieb näher kennenlernen, bietet das gleichzeitig erbaute Elmer Quellenerlebnis einen Einblick, wie aus Schnee, Regen und weiteren wichtigen Vorgängen das Elmer Mineralwasser entsteht. Von der Besuchergalerie der Abfüllanlage aus kann die Produktion live miterlebt werden. Seit 2021 ist Elmer Citro beim Detailhändler Coop schweizweit gelistet.

## Tourismus
In Elm gibt es auf der östlichen Bergseite gegenüber der Abfüllanlage einen Wanderweg mit einem Brunnen, der mit Elmer Citro gefüllt ist – der Elmer Citro Quellenweg mit aktiven und inaktiven Elmer Quellen. Der Wanderweg bietet einen weiten Blick auf das Sernftal.
Am Elmer Citro Quellenerlebnis erfährt man alles rund um die Mineralquellen, die Marke Elmer und kann mit dabei sein, wenn Elmer Citro produziert und abgefüllt wird.
Im Jahr 1933 machte Willi Farner auf dem Leitwerk seines Segelflugzeuges Reklame für Elmer Citro. Er schaffte es damit spätestens in eine Illustrierte, als er sein Flugzeug von Dübendorf über die Alpen nach Mailand schleppen liess. Mit an Bord hatte er 6252 Luftpostbriefe.